# Ле Шанони, Эрик
Эрик Ле Шанони (фр. Éric Le Chanony, 28 февраля 1968, Амьен, Пикардия) — французский бобслеист, разгоняющий, выступавший за сборную Франции в 1990-х годах. Участник трёх зимних Олимпийских игр, бронзовый призёр Нагано, чемпион мира.

## Биография
Эрик Ле Шанони родился 28 февраля 1968 года в городе Амьен, с детства полюбил спорт, занимался лёгкой атлетикой. Вскоре увлёкся бобслеем, начал соревноваться на профессиональном уровне и, показав неплохие результаты, был взят разгоняющим в национальную команду. Первые серьёзные соревнования состоялись для него в 1994 году на Олимпийских играх в Лиллехаммере, однако спортсмен не смог выступить достойно, приехав на своём четырёхместном бобе лишь шестнадцатым. На чемпионате мира 1995 года в Винтерберге взял бронзу.
Благодаря череде удачных выступлений на нескольких турнирах международного уровня отправился защищать честь Франции на Олимпийские игры 1998 года в Нагано, где, находясь в команде пилота Брюно Минжона, завоевал бронзовую медаль в программе четвёрок. Награду в итоге всё же пришлось разделить со сборной Великобритании, которая после всех заездов показала точно такое же время. Заезды двухместного экипажа оказались менее успешными — тринадцатое место. Помимо всего прочего, в послужном списке Ле Шанони золотая медаль чемпионата мира, выигранная в 1999 году в Кортина-д’Ампеццо.
Ле Шанони выступал в бобслее вплоть до начала 2000-х годов, но уже менее успешно, не добившись сколько-нибудь значимых достижений. Так, в 2002 году он ездил на Олимпийские игры в Солт-Лейк-Сити, однако занял со своей четвёркой лишь пятое место. Спортсмен неоднократно становился чемпионом Франции и приезжал первым на различных этапах Кубка мира.